# Motugie
Motugie – niewielka wyspa położona na Oceanie Spokojnym, w archipelagu Tuvalu, w południowej części atolu Funafuti.

Wyspa ma ok. 800 m długości i ok. 50 m szerokości.